# Ostrov (okres Ústí nad Orlicí)
Obec Ostrov (německy Michelsdorf) se nachází v okrese Ústí nad Orlicí v Pardubickém kraji, asi 6 km západně od Lanškrouna.
Tato obec se táhne podél silnice druhé třídy č. 313 z Lanškrouna do Dolní Dobrouče. Nachází se zde šest autobusových zastávek. Žije zde 713 obyvatel.

## Historie
První písemná zmínka o obci pochází z roku 1292.

## Pamětihodnosti
- Farní kostel svatého Mikuláše
- Fara
- přírodní památka U Kaštánku
- torzo kříže u silnice č. 313
- Dědičná rychta
- mlýn

## Přírodní poměry
V polích u ostrova se nachází několik rybníčků.

## Galerie

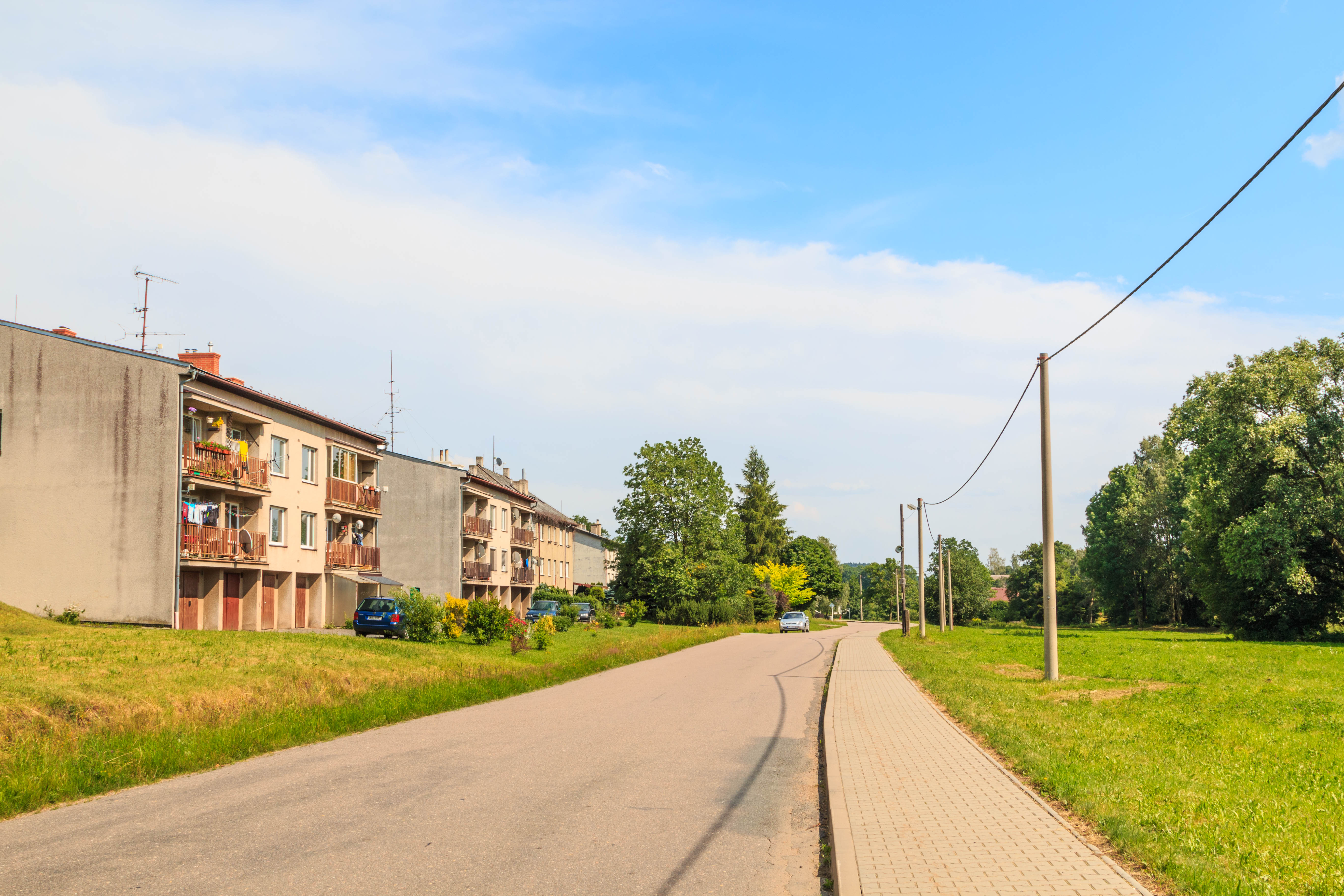
Ostrov u Lanškrouna - dům čp. 241
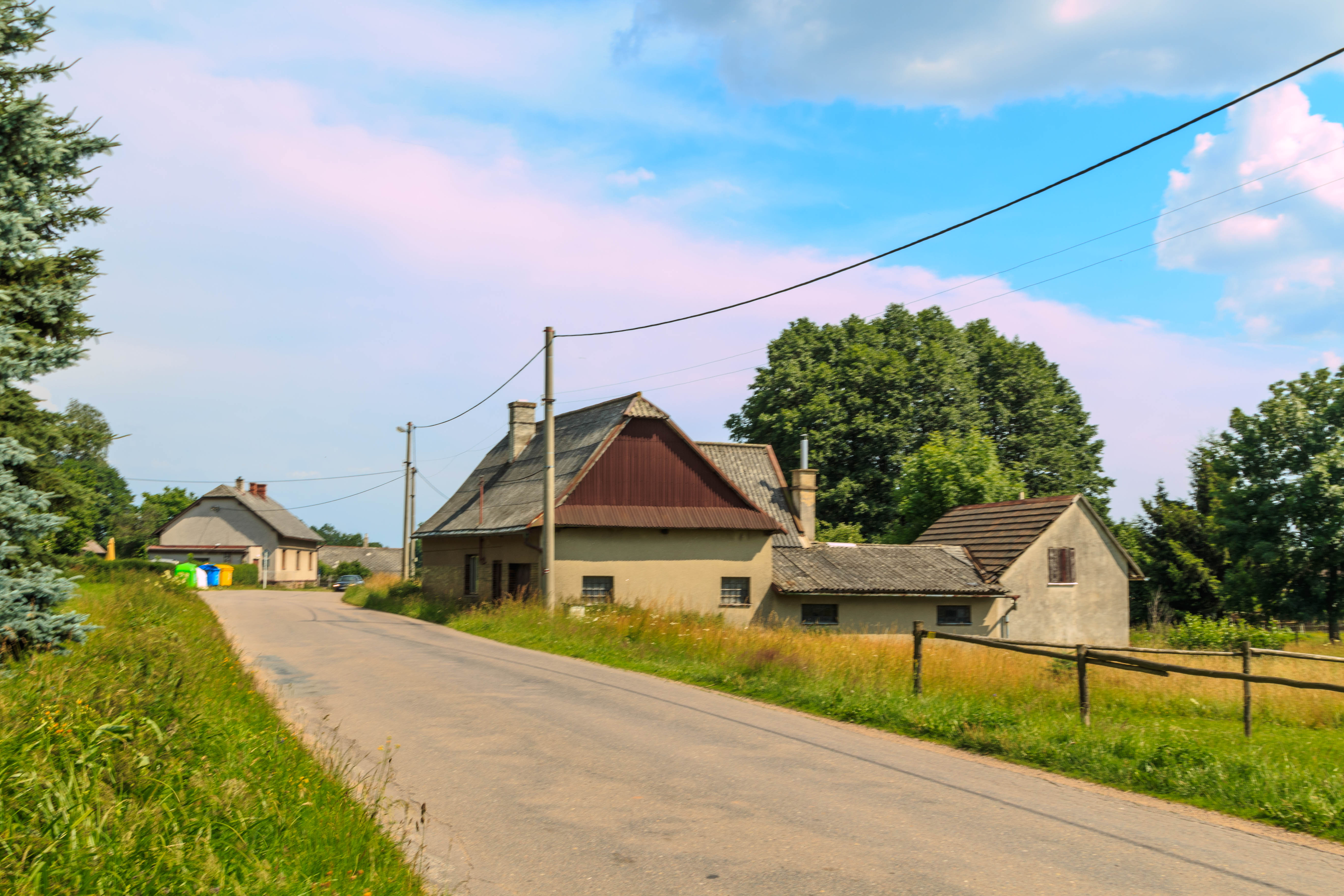
Ostrov u Lanškrouna - dům čp. 204
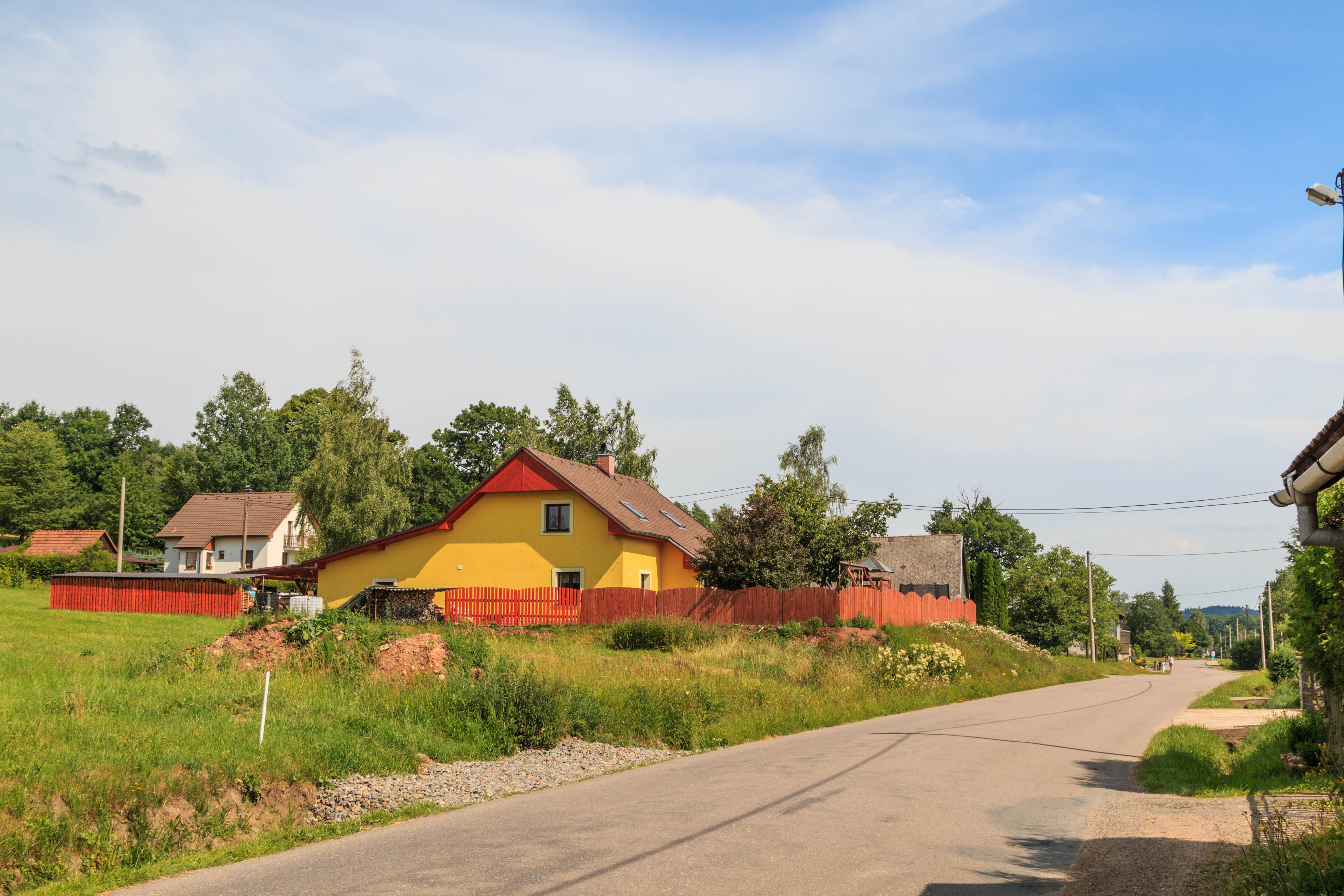
Ostrov u Lanškrouna - dům čp. 101
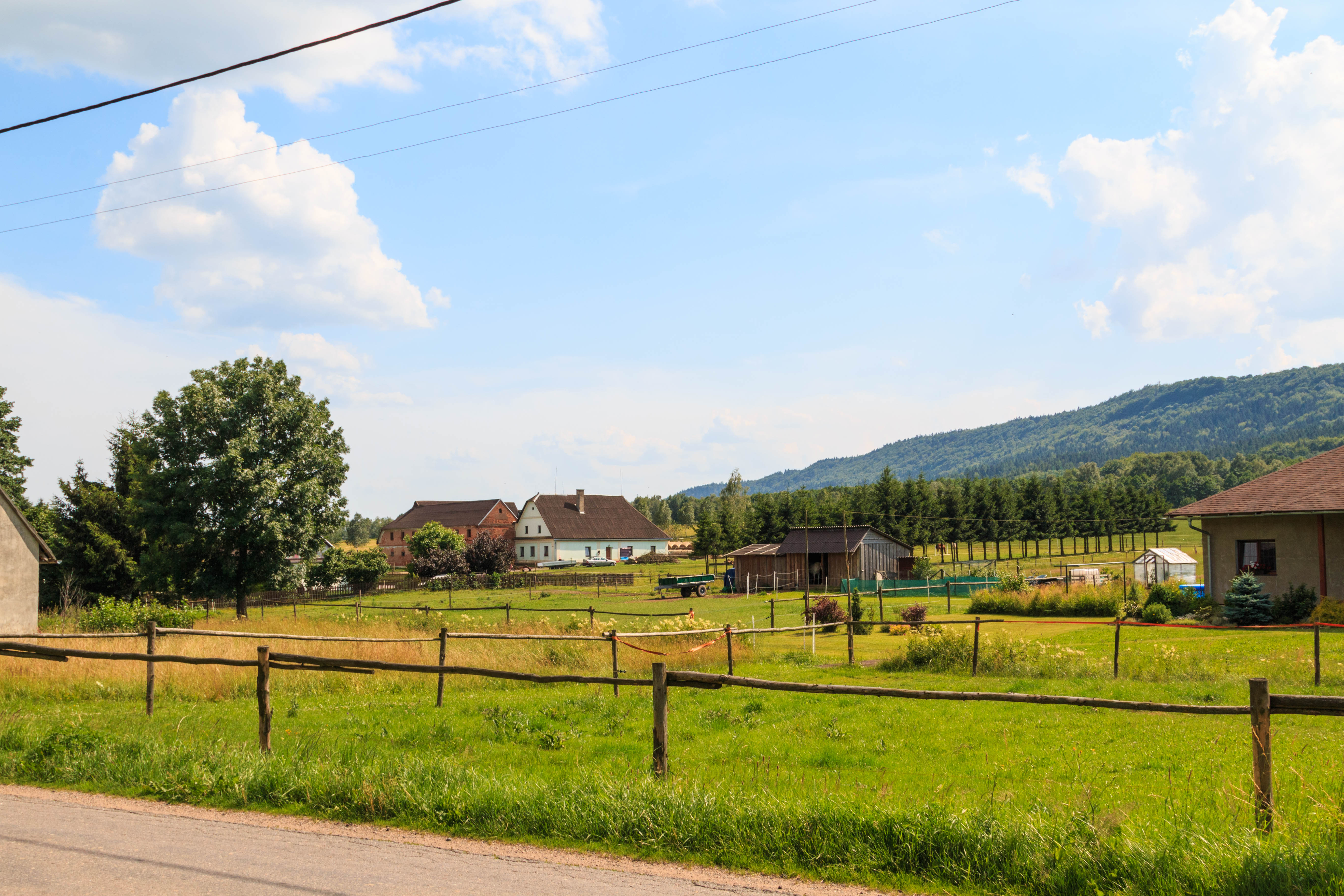
Ostrov u Lanškrouna